# Internationalpark Unteres Odertal
Der deutsch-polnische Internationalpark Unteres Odertal (Międzynarodowy Park Dolina Dolnej Odry) befindet sich in der Woiwodschaft Westpommern und dem Land Brandenburg, nordwestlich von Mieszkowice (Bärwalde) und südlich von Stettin (Szczecin), entlang der unteren Oder. Er hat eine Größe von 117.274 ha.

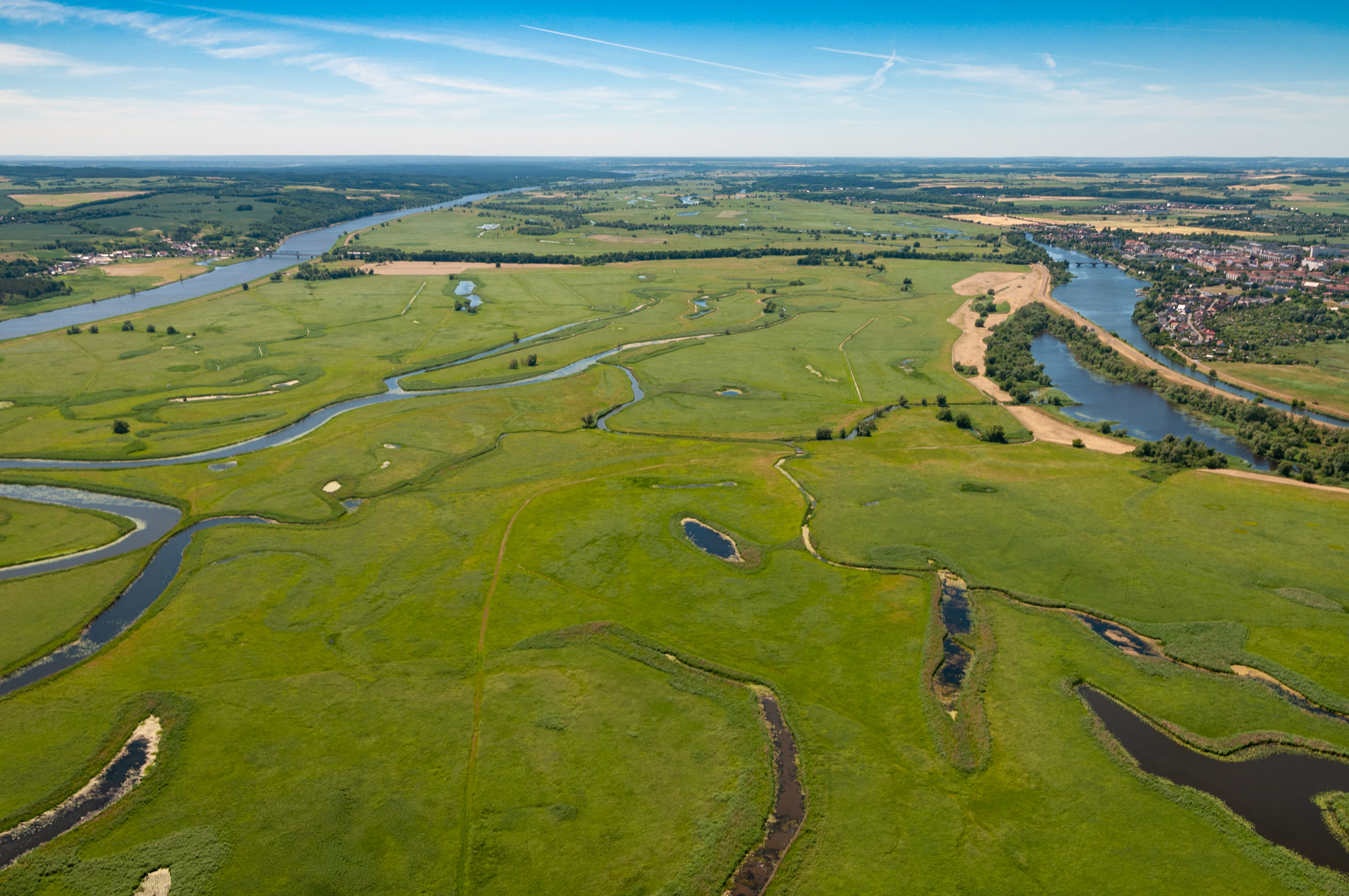
Polderwiesen zwischen Krajnik Dolny (links) und Schwedt (rechts)

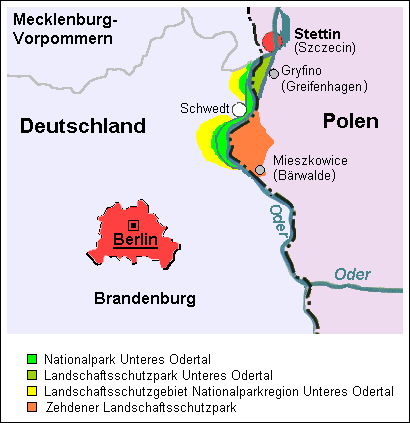
Der Internationalpark Unteres Odertal

## Geschichte
Am 7. Mai 1992 unterzeichneten die Umweltminister der Bundesrepublik Deutschland, der Republik Polen und des Landes Brandenburg sowie der Wojwode von Stettin eine gemeinsame Erklärung, in der sie ihren Willen zum Ausdruck bringen, im unteren Odertal ein grenzüberschreitendes Schutzgebiet gemäß den Kriterien der IUCN (International Union for Conservation of Nature and Natural Resources) zu schaffen. Mit dem Beschluss des deutsch-polnischen Umweltrates vom 11. Dezember 1992 wurde als Name für dieses grenzübergreifende Schutzgebiet Internationalpark Unteres Odertal festgelegt und ein deutsch-polnischer Programmrat zur gemeinsamen Koordinierung der Schutzgebietsentwicklung geschaffen. In der Regel trifft sich dieser Programmrat ein Mal pro Jahr.
Das Kerngebiet des Parks bilden entsprechend dem Beschluss des deutsch-polnischen Umweltrates der 1993 gegründete polnische Landschaftsschutzpark Unteres Odertal (Park Krajobrazowy Dolina Dolnej Odry) und der 1995 gegründete deutsche Nationalpark Unteres Odertal (Park Narodowy Dolina Dolnej Odry). Darüber hinaus gehören der Zehdener Landschaftsschutzpark (Cedynski Park Krajobrazowy) und das Landschaftsschutzgebiet Nationalparkregion Unteres Odertal (Obszar Chronionego Krajobrazu Region Parku Narodowago Dolina Dolnej Odry) zum Schutzgebiet.